# Hopper (Raumfahrt)
Hopper war ein geplantes unbemanntes Raumtransportsystem der ESA. Es ähnelte einem Flugzeug und sollte von einer 4 km langen Bahn auf einem Schlitten in Französisch-Guayana gestartet werden und danach auf 130 km Höhe steigen, um dort eine Rakete auszusetzen, die dann Satelliten in eine Erdumlaufbahn hätte bringen können. Danach sollte Hopper auf einer Atlantikinsel landen und per Schiff zurück nach Französisch-Guayana gebracht werden. Das System sollte frühestens 2020 einsatzfähig sein und Schätzungen zufolge den Preis für den Transport einer Nutzlast in den Weltraum pro Kilogramm auf ca. 5.000 – 10.000 Euro senken.
Ein Testvorläufer von Hopper war Phoenix, der im Mai 2004 einen erfolgreichen Gleitflugtest absolvierte.
Als Hopper werden heute in der Raumfahrt auch Prototypen von wiederverwendbaren Raketen bezeichnet, welche nur geringe Flughöhen erreichen. Der Begriff wurde durch die SpaceX-Versuchsraketen Grasshopper und Starhopper geprägt.